# Vujadin Boškov
Vujadin Boškov (* 16. Mai 1931 in Begeč, Königreich Jugoslawien; † 27. April 2014 in Novi Sad) war ein jugoslawischer Fußballspieler und -trainer. Mit der jugoslawischen Nationalmannschaft gewann er die Silbermedaille bei den Olympischen Sommerspielen 1952 in Helsinki.
Als Trainer wurde er Jugoslawischer, Spanischer und Italienischer Meister. Pokalsieger wurde er in den Niederlanden, Italien und Spanien. Dabei gelang ihm 1966 als erster Trainer mit dem FK Vojvodina die Jugoslawische Meisterschaft zu gewinnen und somit die im jugoslawischen Fußball seit Jahrzehnten andauernde Dominanz besonders der großen Belgrader Vereine Roter Stern und Partizan, aber auch der von Dinamo Zagreb und Hajduk Split zu unterbrechen. Zudem holte er das Double mit Real Madrid in der Saison 1979/80.
Auf Europapokalebene erreichte er mit Real Madrid 1981 das Finale des Europapokals der Landesmeister. Mit Sampdoria Genua folgte international seine erfolgreichste Periode, als er mit den Italienern 1989 das Finale des Europapokal der Pokalsieger erreichte. Diesen gewann er auch 1990 und zog zudem mit Sampdoria 1992 ins Finale des Europapokal der Landesmeister ein.
Er gehörte zu den angesehensten und erfahrensten Trainer Europas zu seiner Zeit. Daneben war er Initiator des nach ihm benannten FC Vujadin Boškov, dem Trainingsgelände und Sitz der Jugendakademie des FK Vojvodina.

## Laufbahn

### Spieler

#### Vereine (1946 bis 1963)
Den Anfang seiner Karriere verbrachte Boškov von 1946 bis 1961 beim FK Sloga bzw. FK Vojvodina und absolvierte während dieser Zeit 512 Punktspiele. Der als Außenläufer im damaligen WM-System spielende Serbe konnte mit den Rot-Weißen aus dem Gradski stadion Novi Sad keine besonderen Erfolge erzielen, da die Belgrader Vereine Roter Stern und Partizan, aber auch Clubs wie Dinamo Zagreb und Hajduk Split in diesen Jahren dominierten. Lediglich im Jahr 1951 zog er mit Vojvodina in das Pokalfinale ein. Seine persönliche Klasse konnte er dagegen in der Nationalmannschaft unter Beweis stellen. Mit 30 Jahren bekam er die Freigabe für einen Wechsel ins Ausland und unterschrieb für die Saison 1961/62 in Italien bei Sampdoria Genua. Mit dem Engagement bei Young Fellows Zürich in der Saison 1962/63 beendete er seine Spielerlaufbahn.

#### Nationalmannschaft (1951 bis 1958)
Mit 20 Jahren debütierte Vujadin Boškov am 25. Juni 1951 als linker Außenläufer beim Länderspiel in Belgrad gegen die Schweiz in der jugoslawischen Fußballnationalmannschaft. Er nahm mit dem Gewinn der Silbermedaille erfolgreich am Olympiaturnier 1952 in Helsinki teil. Die Läuferreihe Zlatko Čajkovski, Ivan Horvath und Boškov gehörte zu dem Besten, was in den Fünfzigern zu sehen war. Im Finale am 2. August 1952 konnten aber auch sie nicht die 0:2-Niederlage gegen die von Ferenc Puskás angeführte ungarische Elf verhindern. Es folgten die zwei Teilnahmen bei den Weltmeisterschaften 1954 in der Schweiz und 1958 in Schweden. Boškov bestritt alle acht WM-Qualifikationsspiele – gegen Griechenland und Israel vor der Weltmeisterschaft 1954 und gegen Griechenland und Rumänien vor der WM 1958.
In der Schweiz und in Schweden war er auch Aktiver in allen sieben ausgetragenen Turnierspielen der Jugoslawen. Herausragend waren die Spiele 1954 gegen Brasilien, das 1:1 nach Verlängerung endete und der 3:2-Sieg im Gruppenspiel 1958 gegen Frankreich. Aus Anlass des 75-jährigen Jubiläums des Irischen Fußballverbands (IFA) wurde Boškov zusammen mit seinem Landsmann Bernard Vukas in die europäische Kontinent-Auswahl für das Spiel am 13. August 1955 in Belfast gegen Großbritannien berufen. Gemeinsam mit Ernst Ocwirk und Robert Jonquet bildete er beim 4:1-Erfolg der Europaauswahl die Läuferreihe. Vukas gelang von der 77. bis zur 88. Spielminute dabei ein klassischer Hattrick. Den Abschied aus der Nationalmannschaft nahm er nach seinem 58. Länderspiel am 19. Juni 1958 gegen Deutschland nach der 0:1-Niederlage im Viertelfinale bei der WM 1958 in Schweden vor.

### Trainer (1963 bis 2000)

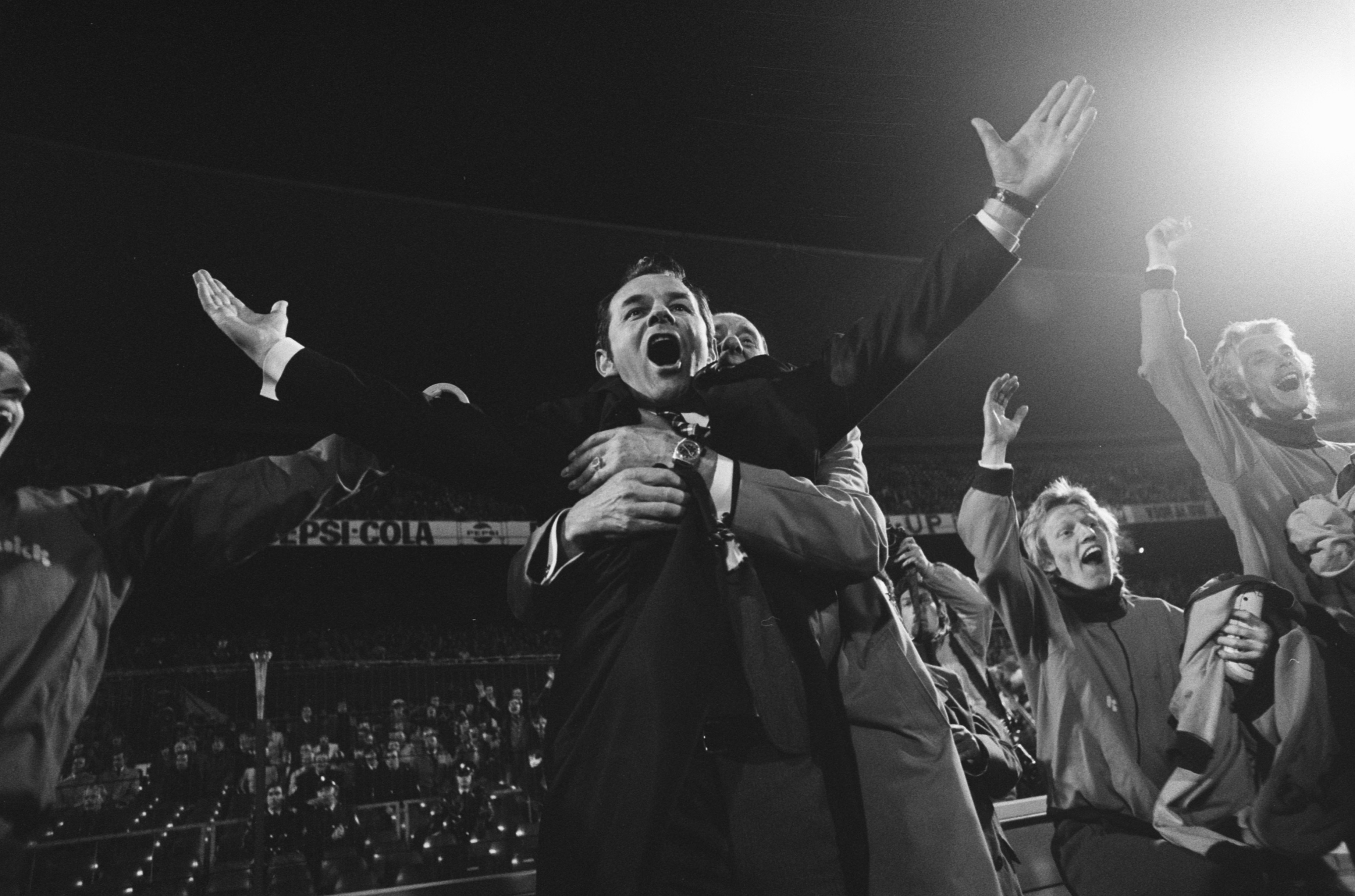
Vujadin Boškov: Pokalsieg mit dem FC Den Haag

In der Schweiz, bei Young Fellows Zürich, begann in der Saison 1963/64 die Trainerkarriere des Professors für Geschichte und Geographie. Da Boškov dazu noch sieben Sprachen beherrschte, machte er sich in den nächsten Jahrzehnten zu einer wahren Trainer-Odyssee auf den Weg. Er betreute den FK Vojvodina, ADO Den Haag, Feyenoord Rotterdam, Real Saragossa, Real Madrid und Sporting Gijón, sowie Ascoli Calcio, Sampdoria Genua, AS Rom, SSC Neapel, AC Perugia Calcio, Servette Genf und war zweimal als Nationaltrainer von Jugoslawien im Einsatz.
Über die Jahre erwarb er sich den Ruf, einer der angesehensten und erfahrensten Trainer Europas zu sein. Als Trainer galt Boškov als Verfechter des offensiven Fußballs, der für ihn in erster Linie ein Laufspiel darstellte und nur auf der Grundlage absoluter Disziplin erfolgreich sein konnte. Von seinen Spielern erwartete er, dass „sie sich als Profis leistungsfördernd verhalten und ihr Leben danach ausrichten“. Sofortige Geldstrafen waren für ihn ein probates Mittel, um regulierend einzugreifen, wenn er im Training bemerkte, dass bestimmte Übungen nicht mit dem nötigen Ernst und der erforderlichen Konzentration durchgeführt wurden. Auf taktische Fehler in den Spielen reagierte er häufig mit der Verbannung des betroffenen Spielers auf die Ersatzbank. Mit mannschaftlicher Geschlossenheit zum Erfolg zu kommen war ein Ziel seiner Trainertätigkeit.

## Erfolge
- 1965/66 Jugoslawischer Meister; FK Vojvodina
- 1974/75 Niederländischer Pokalsieger; FC Den Haag
- 1979/80 Spanischer Meister; Real Madrid
- 1979/80 Spanischer Pokalsieger; Real Madrid
- 1980/81 Finale im Europapokal der Landesmeister; Real Madrid
- 1987/88 & 1988/89 Italienischer Pokalsieger; Sampdoria Genua
- 1988/89 Finale im Europapokal der Pokalsieger; Sampdoria Genua
- 1989/90 Europapokalsieger der Pokalsieger; Sampdoria Genua
- 1990/91 Italienischer Meister; Sampdoria Genua
- 1991/92 Finale im Europapokal der Landesmeister; Sampdoria Genua